# 프랑스의 언어

이 페이지는 프랑스의 언어들의 일람이다.
- 고립어:
  - 바스크어
- 켈트어파:
  - 브르타뉴어
- 게르만어파:
  - 알자스어
  - 프랑크어
  - 서부플레망어
- 이탈리아어파
  - 로망스어군
    - 카탈루냐어
    - 코르시카어
    - 프랑코프로방스어
    - 오크어
      - 알핀프로방스어
      - 오베르냐어
      - 가스콩어
        - 아리에쥬어
        - 베아르어
        - 랑드어

      - 랑그도크어
      - 리무쟁어
      - 니소어
      - 프로방스어

    - 오일어
      - 프랑스어
      - 부르고뉴어
      - 샹페뉴어
      - 갈로어
      - 로렌어
      - 노르만어
      - 피카르드어
      - 푸아투생토뉴어
      - 왈론어

## 같이 보기
- 프랑스의 문화
- 프랑스어권
- 유럽 연합의 언어
- 고대 프랑스어